# Hrabstwo Riverside
Hrabstwo Riverside (ang. Riverside County) – hrabstwo w stanie Kalifornia w Stanach Zjednoczonych. Obszar całkowity hrabstwa obejmuje powierzchnię 7303,13 mil² (18 915,02 km²). Według szacunków United States Census Bureau w roku 2009 miało 2 125 440 mieszkańców.
Hrabstwo powstało w 1893 roku. Na jego terenie znajdują się:
- miejscowości – Banning, Beaumont, Blythe, Calimesa, Canyon Lake, Cathedral City, Coachella, Corona, Desert Hot Springs, Eastvale, Hemet, Indian Wells, Indio, Jurupa Valley, La Quinta, Lake Elsinore, Menifee, Moreno Valley, Murrieta, Norco, Palm Desert, Palm Springs, Perris, Rancho Mirage, Riverside (siedziba administracyjna hrabstwa), San Jacinto, Temecula, Wildomar.
- CDP – Aguanga, Anza, Bermuda Dunes, Cabazon, Cherry Valley, Coronita, Crestmore Heights, Desert Center, Desert Edge, Desert Palms, East Hemet, El Cerrito, El Sobrante, French Valley, Garnet, Glen Avon, Good Hope, Green Acres, Highgrove, Home Gardens, Homeland, Idyllwild-Pine Cove, Indio Hills, Lake Mathews, Lake Riverside, Lakeland Village, Lakeview, Mead Valley, Meadowbrook, Mecca, Mesa Verde, Mira Loma, Mountain Center, Nuevo, North Shore, Oasis, Pedley, Ripley, Romoland, Rubidoux, Sky Valley, Sunnyslope, Temescal Valley, Thermal, Thousand Palms, Valle Vista, Vista Santa Rosa, Warm Springs, Whitewater, Winchester, Woodcrest

## Warunki naturalne
- Na terenie hrabstwa znajduje się San Jacinto Peak, najwyższy punkt łańcucha San Jacinto Mountains (3304 m n.p.m.), wchodzącego w skład Gór Kaskadowych[5][6]. Oraz częściowo jezioro Salton Sea[7].
- Park Narodowy Joshua Tree (częściowo w hrabstwie San Bernardino)